# Mia Eickmann
Mia Eickmann (* 15. Januar 2003 in Ehingen) ist eine deutsche Fußballspielerin, die in der zweiten Frauen-Bundesliga bei Borussia Mönchengladbach unter Vertrag steht.

## Karriere

### Vereine
Aus der Jugendmannschaft des SV Alberweiler hervorgegangen, für die sie von 2017 bis 2020 41 Spiele in der B-Juniorinnen-Bundesliga bestritten und dabei elf Tore erzielt hatte, rückte Eickmann zur Saison 2020/21 in die Erste Mannschaft auf, die in der Gruppe 2 der Regionalliga Süd vertreten war.
Ins Rheinland gelangt, spielte sie in der Saison 2021/22 für Bayer 04 Leverkusen II in der drittklassigen Regionalliga West. In ihrer Premierensaison im Seniorenbereich bestritt sie 18 Punktspiele, in denen sie sieben Tore erzielte. Ihr Debüt im Seniorenbereich gab sie am 24. Oktober 2021 (9. Spieltag) beim 6:1-Sieg im Heimspiel gegen den SV Budberg mit Einwechslung für Vivian Mochrie in der 80. Minute. Ihr erstes Tor im Seniorenbereich erzielte sie am 14. November 2021 (12. Spieltag) beim 2:2-Unentschieden im Heimspiel gegen Arminia Bielefeld mit dem Treffer zum Endstand in der 84. Minute. In der Folgesaison gehörte sie vom 23. September 2022 (2. Spieltag) bis zum 4. November 2022 (7. Spieltag) an sechs aufeinanderfolgenden Spieltagen dem Kader der Ersten Mannschaft an und kam am 30. Oktober 2022 (6. Spieltag) beim 6:0-Sieg im Heimspiel gegen die SGS Essen mit Einwechslung für Caroline Siems in der 66. Minute zu ihrem Bundesligadebüt. Im Januar 2023 wurde ihr bis zum Saisonende laufender Vertrag bei Bayer 04 Leverkusen aufgelöst. Am 23. Januar 2024 wurde ihre Verpflichtung auf der Website des Zweitligaaufsteigers Borussia Mönchengladbach öffentlich.

### Auswahl-/Nationalmannschaft
Eickmann kam als Auswahlspielerin des Württembergischen Fußballverbandes in den Altersklassen U14 bis U18 im Wettbewerb um den Länderpokal zu insgesamt 13 Einsätzen, in denen ihr zwei Tore gelangen. Zudem bestritt sie vom 30. September bis zum 2. Oktober 2018 drei Spiele für die U16-Nationalmannschaft.